# Hans Minder
Hans Minder (n. 28 august 1908) a fost un luptător ce a reprezentat Elveția, medaliat olimpic. A participat la o ediție a Jocurilor Olimpice (1928) în care a câștigat o medalie de bronz.

## Participări
Lista de mai jos prezintă principalele competiții la care a participat Hans Minder de-a lungul carierei.
- wrestling at the 1928 Summer Olympics – men's freestyle featherweight[*]